# Ernie Pieterse
Ernest "Ernie" Pieterse (Parows-Bellville, África do Sul, 4 de julho de 1938 – Joanesburgo, 1 de novembro de 2017) foi um ex-automobilista sul-africano que participou de três Grande Prêmios de Fórmula 1 em seu país: 1962, 1963 e 1965, pela Lotus (em equipes não-oficiais).
Não marcou pontos em nenhuma corrida que disputou.